# Kuća tri sestre

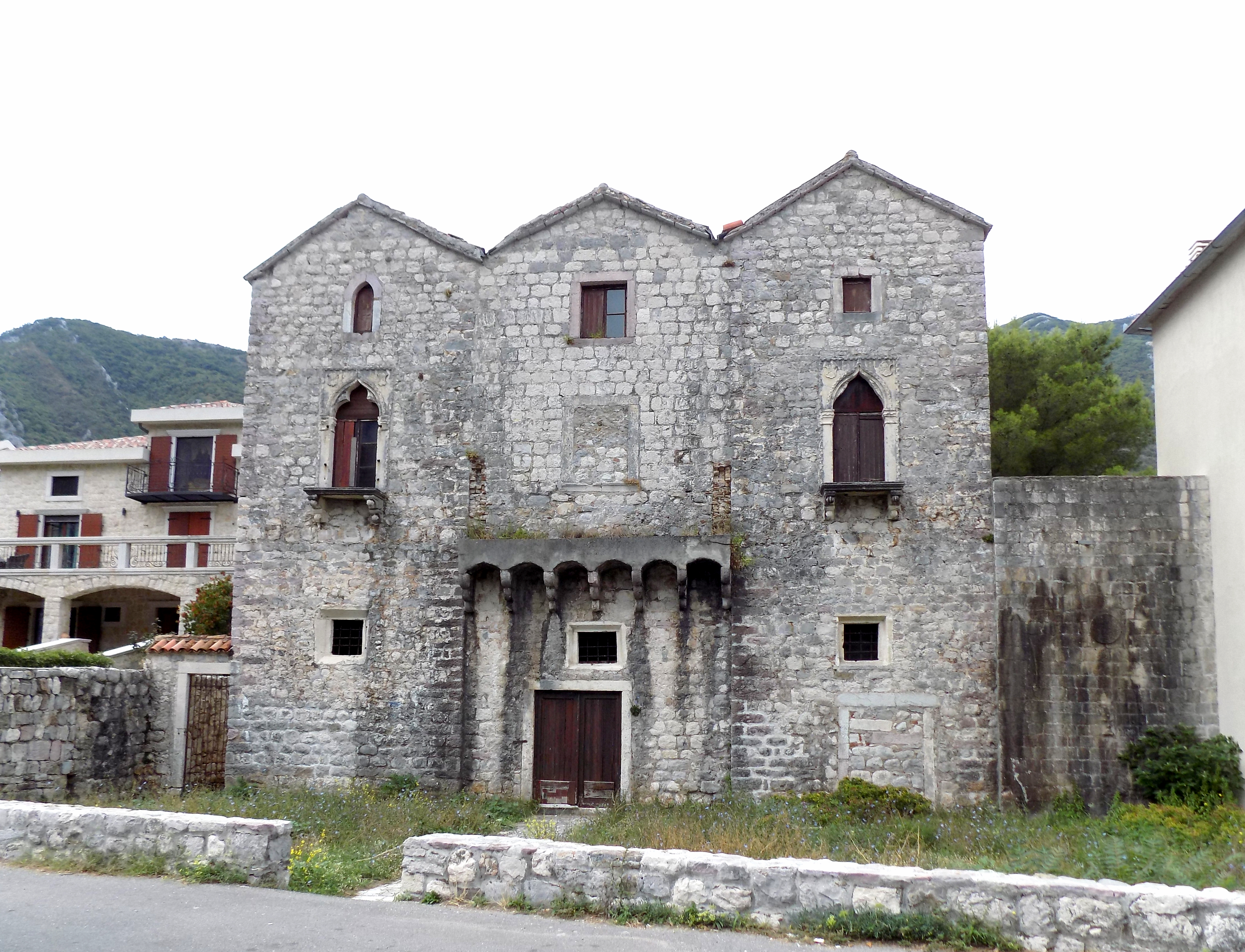
Kuća tri sestre

Kuća tri sestre (Tre sorele) – zabytkowa, gotycka budowla w formie zespołu trzech połączonych domów w miejscowości Prčanj na wybrzeżu Zalewu Kotorskiego w Czarnogórze.
Murowany z kamienia, trójdzielny dom z XV w. Jego trzy części, wzniesione na identycznych prostokątnych rzutach, zespolone są ze sobą dłuższymi ścianami. Znajduje się w południowo-wschodniej części miejscowości, przy wjeździe od strony Kotoru. Każdy segment jest trójkondygnacyjny, nakryty osobnym dwuspadowym dachem. W powstałym w ten sposób pałacyku zachowało się sporo gotyckich detali architektonicznych (obramienia drzwiowe i okienne, balkoniki na kamiennych kroksztynach). Obecnie – niezamieszkany – popada z wolna w ruinę.
Miejscowa legenda głosi, że żyły w nim kiedyś trzy siostry – córki możnego armatora nazwiskiem Buca: Filomena, Gracijana i Rina, wszystkie trzy zakochane nieszczęśliwie w jednym z miejscowych kapitanów imieniem Jerko. Każda z nich miała go wypatrywać z okna swojego domu.